# Nilla Fischer
Åsa Nilla Maria Fischer (Verum, 2 augustus 1984) is een Zweeds voetbalspeelster die sinds 2013 als verdediger actief is bij VfL Wolfsburg in de Frauen-Bundesliga.

## Carrière

### Clubs
Nilla Fischer speelde bij de jeugdploegen van haar geboortedorp Verums GOIF. Daarna ging ze op 14-jarige leeftijd voetballen bij Vittsjö GIK en van 2000 tot 2003 bij Kristianstad/Wä DFF die in 2002 degradeerden naar de Division 1.
Van 2003 tot 2011 speelde Fischer voor LdB FC Malmö in de Damallsvenskan waar ze kapitein werd en tweemaal de landstitel (2010, 2011) won en eenmaal de Supercup (2011). Op 18 oktober 2011 werd bekendgemaakt dat Fischer de overstap maakte naar Linköpings FC.
Haar goede prestatie bij het nationale team op het Europees kampioenschap voetbal vrouwen 2013 ging niet onopgemerkt voorbij en ze kreeg een contract aangeboden bij UEFA Women's Champions League-winnaar VfL Wolfsburg. De Duitse club kwam tot een akkoord met Linköpings FC waardoor Fischer al in augustus 2013 kon overstappen. Fischer won met VfL Wolfsburg nogmaals de UEFA Women's Champions League, driemaal de Duitse beker en tweemaal de landstitel.

### Nationaal elftal
Fischer debuteerde op 12 januari 2001 bij het Zweeds voetbalelftal in een vriendschappelijke wedstrijd tegen Noorwegen die met 2–1 verloren werd. Ze speelde haar meeste interlandwedstrijden als verdedigend middenvelder tot 2013 toen ze door coach Pia Sundhage als centraal verdediger opgesteld werd. De verandering van positie zorgde er verrassend voor dat Fischer in de groepsfase van het Europees kampioenschap voetbal vrouwen 2013 in Zweden drie maal scoorde en Zweden de halve finale bereikte.
Fischer speelde met het nationaal elftal op de Olympische Zomerspelen 2004, de Olympische Zomerspelen 2008 en behaalde zilver op de Olympische Zomerspelen 2016 in Rio de Janeiro. Op het Europees kampioenschap voetbal vrouwen 2017 in Nederland bereikte Zweden met Fischer de kwartfinales waar ze met 2–0 verloren van gastland Nederland dat uiteindelijk voor de eerste maal Europees kampioen werd.

## Privéleven
Fischer is een voorvechter voor gendergelijkheid en lgbt-rechten. in het Zweedse lgbt-magazine QX kondigde ze in 2013 aan dat ze later dat jaar ging trouwen met haar partner Mariah-Michaela, met wie ze sinds 2012 samenwoonde.
In september 2017 veranderde Verums GOIF de naam van hun voetbalstadion in Nillavallen ter ere van hun succesvolst speelster.

## Erelijst
- 2010, 2011: Winnaar Zweeds landskampioenschap (Damallsvenskan)
- 2013/14: Winnaar UEFA Women's Champions League
- 2014/2015, 2015/2016, 2016/2017: Winnaar Duitse beker (DFB Pokal Frauen)
- 2013/2014, 2016/2017: Winnaar Duits landskampioenschap (Frauen-Bundesliga)
- 2016: Zilveren medaille op de Olympische Zomerspelen 2016

### Individueel
- 2013, 2014: Beste Zweeds verdediger van het jaar